# جوزيه بريستون
جوزيه بريستون (بالإنجليزية: Josiah Preston)‏ (1885 في المملكة المتحدة - ) هو لاعب كرة قدم بريطاني (وحمل سابقاً جنسية المملكة المتحدة لبريطانيا العظمى وأيرلندا) في مركز الظهير. لعب مع برمنغهام سيتي وHalesowen Town F.C. ‏ وBurton United F.C. ‏ وDerby Midland F.C. ‏.